# Léon Zander
Léon Zander (né Léon Alexandre Zander le 19 février 1893 à Saint-Pétersbourg et mort le 17 décembre 1964 à Paris) est un philosophe religieux de l'émigration russe. Il a été professeur à l’Institut de théologie orthodoxe Saint-Serge à Paris.

## Ouvrages
- Leontiev and Progress, Peking, 1921.
- Dostoyevsky, London 1948.
- Dostoïevsky : le problème du Bien, traduit du russe par R. Hofmann, Corrêa, 1946.
- God and the World, Paris 1948.
- Vision and Action, Gollancz, 1952, 224 pages.